# فن الإعاقة
فن الإعاقة أو فنون الإعاقة هو أي فن، مسرح، فنون جميلة، أفلام، كتابة، موسيقى أو نادٍ يتخذ الإعاقة كموضوع أو الذي يتعلق سياقه بالإعاقة.

## المعنى والسياق
فن الإعاقة هو مجال فني حيث يصبح سياق الفن نفسه موضوعًا للإعاقة. يتعلق فن الإعاقة باستكشاف الأفكار المفاهيمية والواقعيات المادية لفهم ما يعنيه أن تكون معاقًا أو المفاهيم المتعلقة بالكلمة.
يختلف فن الإعاقة عن الإعاقة في الفنون، حيث يشير الأخير إلى المشاركة الفعالة أو تمثيل الأشخاص ذوي الإعاقة في الفنون بدلاً من أن يكون سياق العمل نفسه عن الإعاقة. لا يتطلب فن الإعاقة أن يكون صانع الفن معاقًا (انظر فن الإعاقة في حركة فن الإعاقة كإستثناء)، كما أن الفن الذي يصنعه شخص ذو إعاقة لا يصبح تلقائيًا فن إعاقة لمجرد أنه كان شخصًا ذو إعاقة صنعها.
- مثال على فن الإعاقة من قبل شخص ليس لديه إعاقة: أليسون لابر الحامل (2005)، مارك كوين، هو فن الإعاقة بسبب سياقه حيث يكشف أن مفهوم العمل كان لإصدار "البيان النهائي حول الإعاقة".[2][3]
- مثال على فن الإعاقة من قبل شخص لديه إعاقة: "فعّال، معيب، مبتكر" (2000)، يينكا شونيباري، يُظهر صورًا للأجنة من النساء اللواتي اعتُبرن معرضات لخطر إنجاب طفل معيب، وبالتالي ينظر إلى العلاقة بين العيب والإعاقة.[4]
- مثال على فن صنعته شخص لديه إعاقة وليس فن الإعاقة: "دوروثيا" (1995)، تشاك كلوز، مرتبط بـ "التزامه الصارم بالقواعد المفروضة على نفسه التي توجّه فنّه" و"التحليل الرسمي وإعادة تكوين الوجه البشري"، وبالتالي لا علاقة له من الناحية المفاهيمية بالإعاقة، وبالتالي ليس فن الإعاقة.[5]

تدمج الموضوعات في فن الإعاقة الماضي والحاضر الفردي لكيفية نظرهم إلى عيوبهم. يمكن أن تؤدي هذه العيوب إلى إنشاء عمل لفهمها بشكل أفضل لأولئك الذين لا يفعلون ذلك. تشمل الموضوعات التي تدور حول فن الإعاقة الصور النمطية، والمزايا، والعيوب، والشمول، والاستبعاد، والصحة البدنية والعقلية.

### سياق فنون الإعاقة في حركة فنون الإعاقة
فن الإعاقة هو مفهوم تطور من حركة فنون الإعاقة. في حركة فنون الإعاقة، يمثل فن الإعاقة "فنًا يصنعه الأشخاص ذوو الإعاقة ويعكس تجربة الإعاقة". لإنشاء فن إعاقة في حركة فنون الإعاقة، يجب أن يكون الشخص لديه إعاقة.

## تطور الفنون في بريطانيا

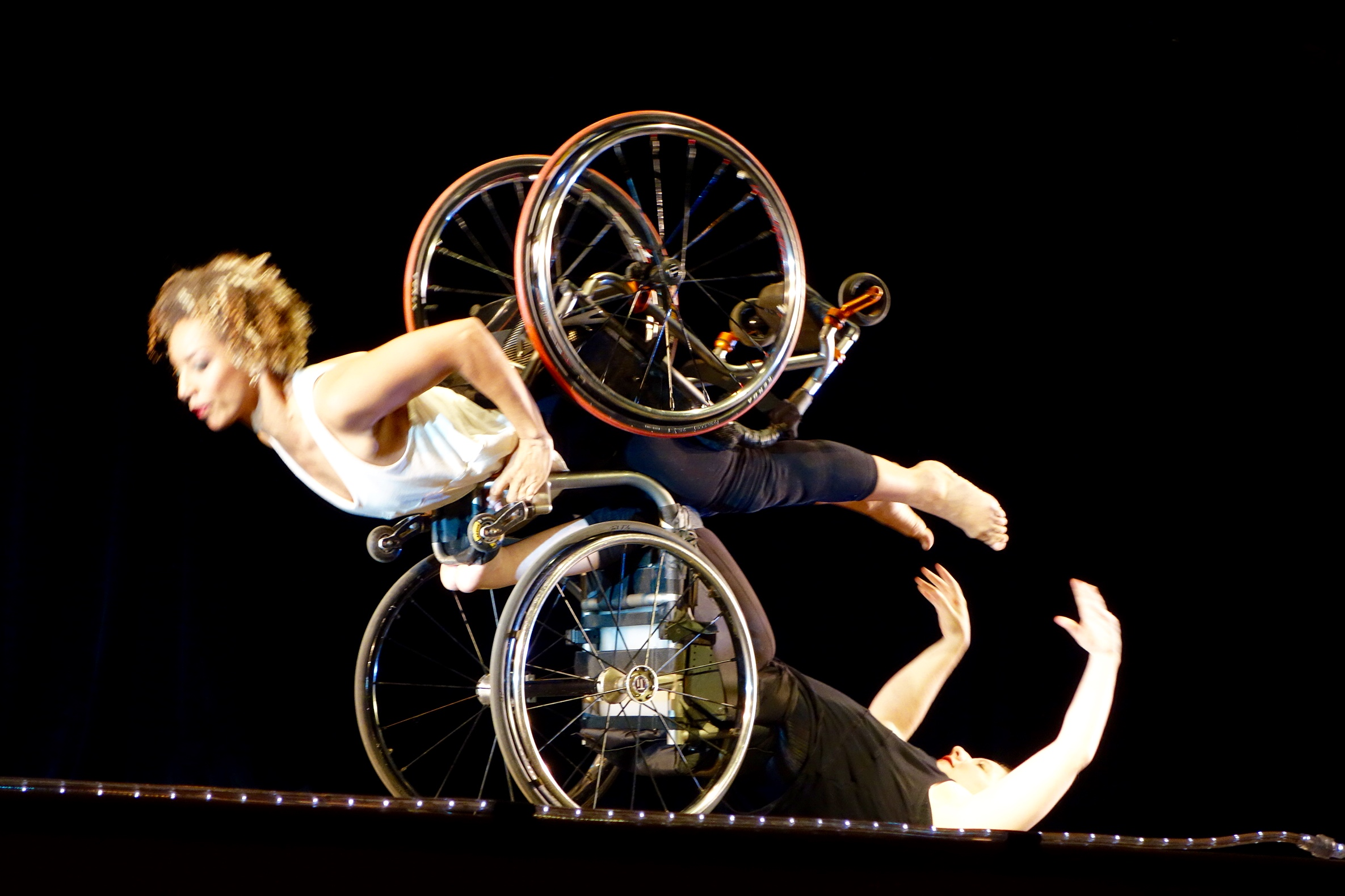
تؤدي أليس شيبرد ولوريل لوسون "مقتطف من لقطة سريعة" في مسرح مينسكي، نيو جيرسي، 1954

بدأ تطور الفنون الخاصة بالأشخاص ذوي الإعاقة في السبعينيات أو الثمانينيات من القرن العشرين، نتيجة للنشاط السياسي الجديد لحركة الأشخاص ذوي الإعاقة. لا يمكن التحقق حاليًا من التاريخ الدقيق الذي بدأ فيه استخدام هذا المصطلح، على الرغم من أن أول استخدام له في سجلات 
الفنون الخاصة بالأشخاص ذوي الإعاقة كان عام 1986. خلال هذه الفترة، اُتفق بشكل رجعي على أن مصطلح "فنون الإعاقة" في حركة الفنون الخاصة بالأشخاص ذوي الإعاقة يعني "الفن الذي يصنعه الأشخاص ذوو الإعاقة والذي يعكس تجربة الإعاقة".
مع تطور الحركة والمصطلح، بدأت حركة الفنون الخاصة بالأشخاص ذوي الإعاقة في التوسع من ما بدأ في الأساس كحانة للأشخاص ذوي الإعاقة إلى جميع أشكال الفن. بدأت حركة الفنون الخاصة بالأشخاص ذوي الإعاقة في النمو عامًا بعد عام، وبلغت ذروتها في أواخر التسعينيات. حدثت معارض رئيسية نظرت في الفنون الخاصة بالأشخاص ذوي الإعاقة، مثل "الحواجز"، وهو معرض نظر في القيود الجسدية والحسية والفكرية وتأثيرها على الممارسة الفنية الشخصية. (8 فبراير - 16 مارس 2007: معرض آسبيكس، بورتسموث) وإنشاء مهرجان الأفلام الخاص بالأشخاص ذوي الإعاقة في لندن عام 1999، وكلاهما نظر في أعمال الأشخاص ذوي الإعاقة وكذلك الفنون الخاصة بالأشخاص ذوي الإعاقة.
تغيرت سياسات الأشخاص ذوي الإعاقة في بريطانيا من خلال قانون التمييز ضد الإعاقة لعام 1995. وفي السنوات اللاحقة، مع تكيف الناس مع حماية التشريع، دخلت موجة جديدة من السياسة في حركة الفنون الخاصة بالإعاقة. وشكّل قانون التمييز ضد الإعاقة المعدّل لعام 2005 نهاية هيمنة الفن القائم على سياسات التمييز في حركة الفنون الخاصة بالإعاقة. وكان جيل جديد من الأشخاص ذوي الإعاقة أقل سياسيةً وحمل أجندة التكامل. وقد أدى ذلك، إلى جانب حركة مقدمي الرعاية، إلى تسليط الضوء على تغيير في الموقف الذي اعترف بعمل حركة الفنون الخاصة بالإعاقة في المطالبة باستخدام مصطلح "فن الإعاقة"، لكنه أظهر تحولًا بعيدًا عن فكرة أن الأشخاص ذوي الإعاقة فقط هم من يمكنهم صنع فن الإعاقة. وبدأ الاعتراف بأن فن الإعاقة يجب أن يكون "مدعومًا من قبل المجتمع نفسه، وليس فقط من قبل الأشخاص ذوي الإعاقة".
في عام 2007، نظم منتدى لندن للفنون الإعاقة مناقشة في متحف تيت مودرن حول موضوع "هل ينبغي دفن الفنون الإعاقة والفنون الصم في القرن الحادي والعشرين؟" اُنتج استجابةً لخفض ميزانية الفنون من قبل مجلس الفنون الذي واجهته المنظمات الفنية التي يقودها ذوي الإعاقة في ذلك الوقت. أصبحت هذه المناقشة ذات أهمية كبيرة نظرًا لطريقة تسليط الضوء على مقال ميلفين براغ على فن الإعاقة مثل تمثال مارك كوين "أليسون لاير الحامل"، مما رفع مستوى الإعاقة في الفنون. أدت هذه المناقشة والمقال اللاحق إلى تغيير في نظر العديد من الأشخاص، حيث أدركوا أن الجيل الجديد من ذوي الإعاقة والفنانين لم يشعروا بالحاجة إلى التحكم في مصطلح "فنون الإعاقة" بل فتحه لرؤية أوسع للإعاقة.
قليلون جداً من الناس على دراية بالإعاقة كموضوع للفن، ويعود ذلك بشكل رئيسي إلى نقص الأعمال الأكاديمية والمنشورات المتاحة والمتماسكة حول مواضيع الفن الإعاقي وحركة الفنون الإعاقية. لم يدخل هذا الموضوع بعد في المناهج الفنية أو يثبت نفسه كمفهوم معترف به بقوة في الفنون - لذلك يتطلب تطوير هذا الموضوع المزيد من العمل لتبرير مكانه كمصطلح ذي صلة على المدى الطويل في الفنون. من ناحية أخرى، في بعض الحالات، يشعر الفنانون أو القيمون أو النظريون الذين يحددون أنفسهم بالإعاقة ويصنعون أو ينظمون أو يكتبون عن الإعاقة في ممارساتهم الإبداعية بالغرابة تجاه هذه الفئة.
في بعض الدوائر، لا يزال يُروَّج للفن الخاص بالأشخاص ذوي الإعاقة باعتباره "فنًا يصنعه أشخاص ذوو إعاقة يعكس تجربة الإعاقة". وهذا هو الخط الذي تتبعه بشكل واضح مجموعة وأرشيف الفنون الوطنية لذوي الإعاقة (NDACA)، والتي تتكون في الغالب من أعضاء كانوا أساسيين في تطوير حركة الفنون الخاصة بالأشخاص ذوي الإعاقة. ومع ذلك، يُقبل أيضًا بشكل شائع (حتى من قبل أولئك الذين يرتبطون ارتباطًا قويًا بحركة الفنون الخاصة بالأشخاص ذوي الإعاقة) أن الأشخاص الذين ليس لديهم إعاقة ولكن لديهم صلة شخصية بالإعاقة يمكنهم صنع فن إعاقة صالح عن تجاربهم الخاصة، طالما أنهم لا يدعون "التحدث نيابة عن الأشخاص ذوي الإعاقة". أما الأماكن التي تدعم الفنانين ذوي الإعاقة فهي أماكن مثل شيب ارت، وهي مؤسسة خيرية للفنون ممولة من قبل مجلس الفنون الإنجليزي، والتي توفر للأفراد ذوي الإعاقة فرصة العمل في الفنون.

## تطور الفنون في الولايات المتحدة
تأسست المنظمة الدولية للفنون والإعاقة عام 1974 (التي كانت سابقًا الفنون الخاصة جدًا)، وموقعها في الولايات المتحدة، حيث انشئت من قبل السفيرة جين كينيدي سميث لتوفير فرص الفنون والتعليم للأشخاص ذوي الإعاقة وزيادة الوصول إلى الفنون للجميع. مع 52 فرعًا دوليًا وشبكة 

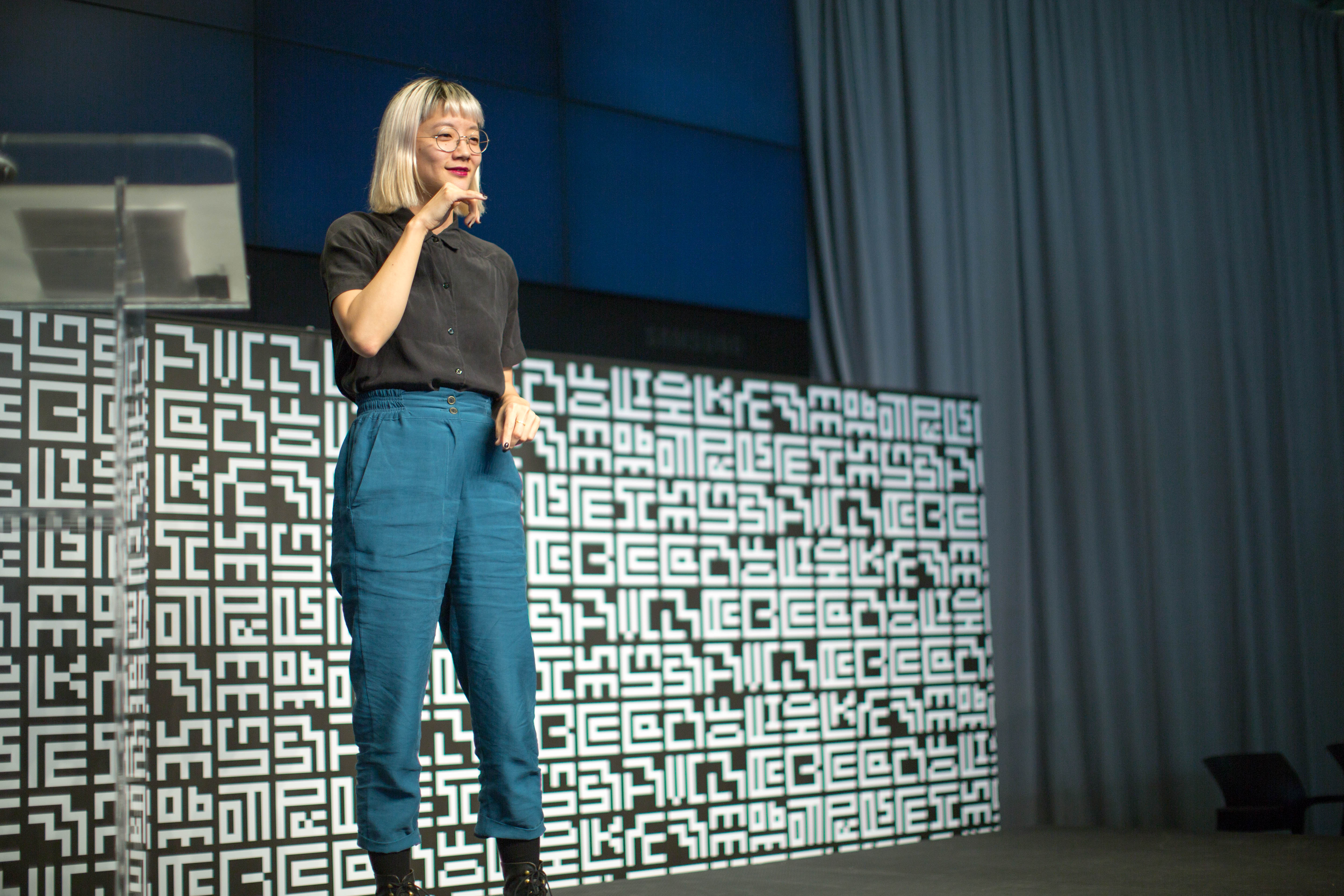
كريستين صن كيم، 13 فبراير 2020، فنانة ذات اعاقة

من الفروع الوطنية، تقدم المؤسسة برامج الفنون والتعليم للشباب والبالغين ذوي الإعاقة في جميع أنحاء العالم.
يرتبط تطور فنون الإعاقة في الولايات المتحدة أيضًا بعدة منظمات غير ربحية مثل منظمة النمو الإبداعي في أوكلاند، كاليفورنيا، التي تخدم الفنانين البالغين ذوي الإعاقات التنموية والعقلية والبدنية، وتوفر بيئة استوديو احترافية للتنمية الفنية، والمعرض الفني والتمثيل، و جو اجتماعي بين الأقران. تشمل المنظمات ذات المهام المماثلة في منطقة الخليج استكشاف الإبداع في سان فرانسيسكو، ومركز نيد للفنون في ريتشموند، كاليفورنيا. تأسس المركز في عام 1982 من قبل الراحل فلورنس لودينس كاتز والراحل إلياس كاتس. يمكن العثور على العديد من المنظمات الأخرى ذات الرؤى والمهام المماثلة في جميع أنحاء البلاد.
حاليًا، يتصدر قائمة الباحثين الرائدين في فنون الإعاقة بالولايات المتحدة مايكل ديفيدسون، لينارد ديفيس، روزماري غارلاند-توماس، آن فوكس، جيسيكا كولي، جوزيف جريجلي، جورجينا كليج، بيترا كوبرز، سيمي لينتون، آن ميليت-غالانت، أماندا كاشيا، ديفيد تي ميتشل، كاري ساندهال، سوزان شفايك، توبين سيبرز، وشيرون إل. سندير، الذين يكتبون عن مجموعة من الموضوعات ضمن فنون الإعاقة، مثل الأداء، والأدب، والجماليات، والفنون البصرية، والموسيقى، وتاريخ الفن، والمسرح، والسينما، والرقص، والدراسات القيّمة، وغيرها.
مهرجان باديز اوف ورك (بما في ذلك الفنانين والمنظمات) هو أحد مهرجانات فنون الإعاقة الرائدة التي تقام في شيكاغو كل بضع سنوات، حيث يسلط الفن الضوء على تجربة الإعاقة. من المحلي إلى الدولي، يستكشف "باديز اوف ورك" أشكالًا مبتكرة من التعبير الفني، مستمدة من أجساد وعقول فريدة، تستكشف تجربة الإعاقة، وتعزز حقوق الأشخاص ذوي الإعاقة، وتوسع فهم المجتمع لما يعنيه أن تكون إنسانًا.
يزداد عدد الفنانين الذين يحددون هويتهم على أنهم ذوي إعاقة ويصنعون أعمالًا حول الإعاقة، وكذلك عدد القيّمين الذين يحددون هويتهم على أنهم ذوي إعاقة ويقومون بإنشاء معارض حول الإعاقة. كاثرين أوت هي أمينة في المتحف الوطني للتاريخ الأمريكي في مؤسسة سميثسونيان، وقد قامت بإنشاء عدد من المعارض حول تاريخ الجسم، والإعاقة، والطب العرقي والشعبي، والطب التكاملي والبديل، وعلم طب العيون، والجراحة التجميلية والأمراض الجلدية، والتكنولوجيا الطبية، والأطراف الصناعية وإعادة التأهيل، والجنسانية، والثقافة البصرية والمادية وغيرها من المواد العابرة. تهدف الأماكن التي تدعم الفنانين ذوي الإعاقة إلى تنظيم وتنفيذ إجراءات لازدهار الفنانين ذوي الإعاقة وظهورهم. بينما تقوم البرامج والاستوديوهات بتفكيك ممارسات التمييز والسياسات التي يواجهها الفنانون ذوي الإعاقة، فإنها تعمل على دعم وتطوير مجتمع الفنانين ذوي الإعاقة ذوي الخبرة. بعض هذه الأماكن هي استوديوهات احترافية حيث يمكن للأشخاص ذوي الإعاقة العمل والإبداع وإقامة عروض. من بين هذه المجتمعات ارت انابيلز ودانت.

## في كندا واستراليا
توجد في دول مثل أستراليا وكندا منظمات غير ربحية حكومية مخصصة لتوفير الموارد والدعم للأنشطة في مجال الفنون الخاصة بالإعاقة. تشمل هذه المنظمات في أستراليا ارت اكسس استراليا (الهيئة العليا)، واكسسيبل ارت (NSW)، ودادا (WA)، وارت اكسس فيكتوريا (VIC)، وغيرها. وفي كندا، تشمل المنظمات مركز انديفينيد ارت، وشبكة الفنون والإعاقة مانيتوبا، وفنون كيك ستارت – فنون وثقافة الإعاقة، وانتاجات ليفت ستيج، التي ترأس أيضًا تحالف الصم وذوي الإعاقة والفنون المجنونة في كندا (DDMAC)، ومعرض الفن المتشابك والإعاقة، الذي يعرض الفنون الخاصة بالإعاقة في تورنتو. تعمل هذه المنظمات على زيادة الفرص والوصول للأشخاص ذوي الإعاقة كفنانين، وموظفين في الفنون، ومشاركين، وجمهور. وهي تقدم خدمات لأعضائها، مثل التمثيل والدعوة، والتيسير والتطوير، والمعلومات والمشورة، والمنح، وغيرها. تستخدم العديد من هذه المنظمات النموذج الاجتماعي للإعاقة، وبالتالي يستخدمون مصطلح "الإعاقة" للإشارة إلى الحواجز، بدلاً من الظروف الطبية أو الضعف. وقد يصنفون "الأشخاص ذوي الإعاقة" ليعني أي شخص لديه إعاقات حركية أو حسية، أو إعاقات خفية، أو إعاقات فكرية، أو صعوبات التعلم، أو حالات الصحة العقلية. تتعرف هذه المنظمات على ثقافة ولغة مجتمع الصم وتقدرها، وتشملها ضمن هذا التعريف اعترافًا بالحواجز المتشابهة التي يواجهها العديد من الأشخاص الصم في الوصول إلى الفنون.

في كندا، توجد أيضًا شبكات راسخة من الإدارات الحكومية المعنية ببرمجة الفنون الخاصة بالإعاقة. خلال فترة الكساد العظيم في العشرينيات من القرن الماضي في كندا، أنشأت الحكومة الفيدرالية برنامج التدريب الإقليمي لتخفيف البطالة والمشاكل الاجتماعية من خلال تدريب القادة الشباب وتنفيذ مشاريع المجتمعية مثل تطوير المسارات والحدائق. وهكذا ولدت الحدائق الوطنية والإقليمية والبلدية. بحلول الخمسينيات من القرن الماضي، طُور نهج رسمي للحدائق والترفيه، والذي تضمن برامج منح لبناء المرافق الترفيهية، مثل المراكز المجتمعية. تعمل هذه المرافق اليوم في إطار سياسات الصحة والرفاهية التي تعالج أهداف التضمين والوصول. وتُحقق هذه الأهداف من خلال تطوير برامج الرياضة والفنون، بما في ذلك تلك التي تندرج تحت الفنون الخاصة بالإعاقة.

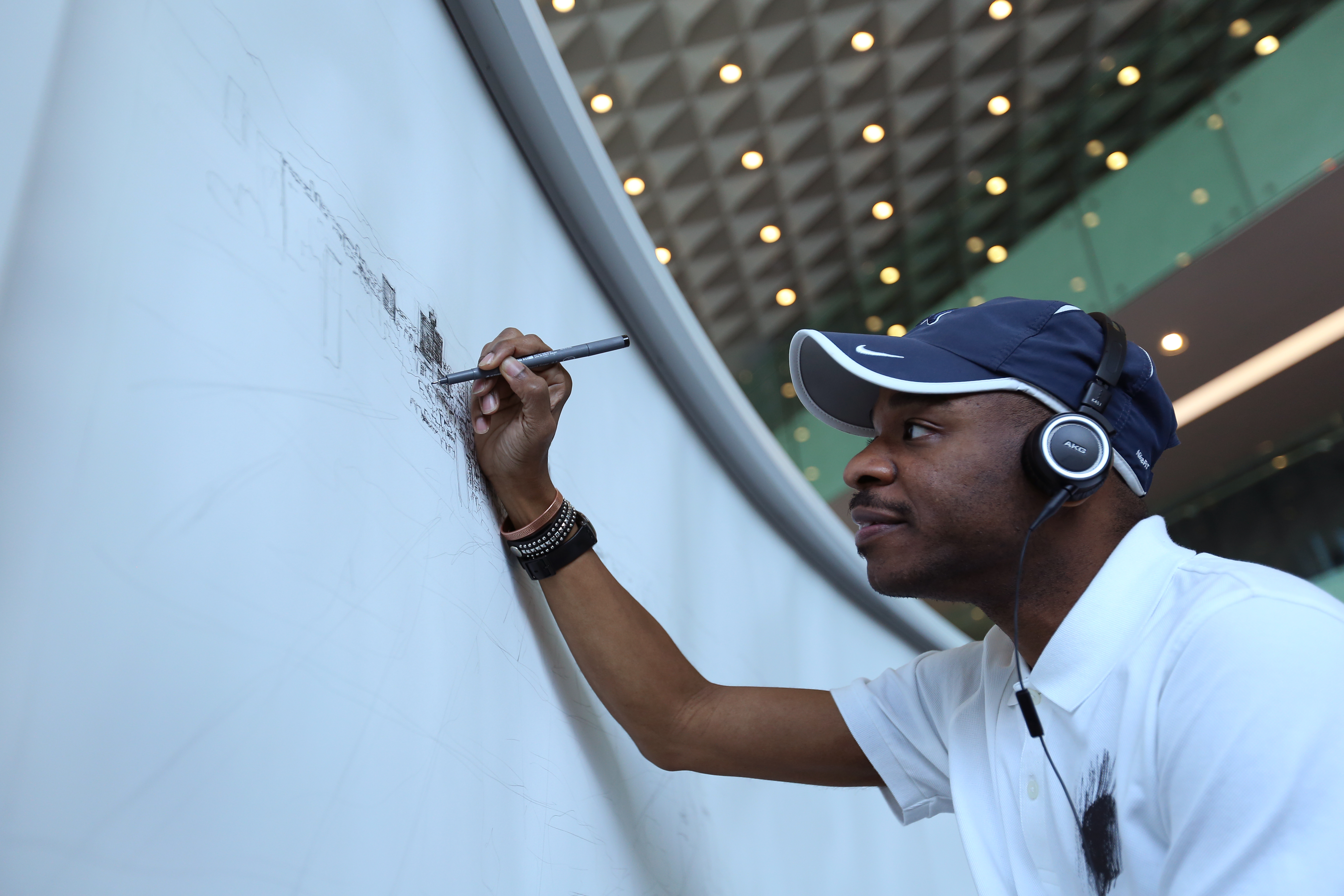
ستيفن ويلتشاير، 24 أكتوبر 2016، فنان ذات اعاقة

## فنانين بارزين
- ستيفن ويلتشاير
- رورا بلو[الإنجليزية]
- ليزا بوفانو[الإنجليزية]
- بول دارك[الإنجليزية]
- ريفا ليرر[الإنجليزية]
- كريستين صن كيم[الإنجليزية]

## روابط خارجية
- http://www.disabilityartsonline.org.uk
- http://exhibits.haverford.edu/whatcanabodydo/
- http://www.creativityexplored.org/
- http://www.blindatthemuseum.com/ نسخة محفوظة 6 أبريل 2022 على موقع واي باك مشين.
- http://www.aarts.net.au/
- https://web.archive.org/web/20100527164852/http://www.davidson.edu/reformations/
- https://indisposable.net